# Pascal Poisson
Pascal Poisson (Plancoët, 29 de juny de 1958) va ser un ciclista francès, que fou professional entre 1980 i 1990. Durant la seva carrera professional aconseguí una vintena de victòries, destacant una etapa de la Volta a Espanya de 1983 i una del Tour de França de 1984.

## Palmarès
- 1980
  - 1r al Tour du Haut-Var
- 1981
  - 1r dels boucles de Flandes
  - Vencedor d'una etapa del Tour de l'Avenir
- 1983
  - 1r dels boucles de Sospel
  - Vencedor d'una etapa de la Volta a Espanya
  - Vencedor d'una etapa de la Dauphiné Libéré
- 1984
  - 1r al Tour de Midi-Pyrénées i vencedor d'una etapa
  - 1r al Gran Premi de Mauléon-Moulins
  - Vencedor d'una etapa del Tour de França
- 1987
  - 1r al Gran Premi de Valònia
- 1988
  - 1r dels Quatre dies de Dunkerque i vencedor d'una etapa
  - 1r del Gran Premi de Denain
- 1989
  - 1r del Premi de Camors
  - Vencedor d'una etapa de la Dauphiné Libéré
- 1990
  - Vencedor d'una etapa del Tour de Trump

### Resultats al Tour de França
- 1982. 50è de la classificació general
- 1983. Abandona (20a etapa)
- 1984. 80è de la classificació general. Vencedor d'una etapa
- 1985. 42è de la classificació general
- 1987. 67è de la classificació general
- 1989. 71è de la classificació general

### Resultats a la Volta a Espanya
- 1983. 38è de la classificació general. Vencedor d'una etapa
- 1987. 15è de la classificació general

### Resultats al Giro d'Itàlia
- 1990. 128è de la classificació general